# Deleanovți, Veliko Tărnovo
Deleanovți (în bulgară Деляновци) este un sat în comuna Sviștov, regiunea Veliko Tărnovo,  Bulgaria. 

## Demografie
Componența etnică a satului Deleanovți
     Bulgari (98,66%)
     Nicio identificare (1,33%)
     Altele (0%)
La recensământul din 2011, populația satului Deleanovți era de 150 locuitori. Din punct de vedere etnic, majoritatea locuitorilor (98,66%) erau bulgari. Pentru 1,33% din locuitori nu este cunoscută apartenența etnică.